# Cloudpunk
Cloudpunk (クラウドパンク) は、Ion Landsによって開発されたアドベンチャーゲーム。 Microsoft Windows版はMaple Whispering Limitedから販売されている。  

## ゲームシステム
サイバーパンクの要素を持つ本作では、プレイヤーは未来都市ニヴァリスの非合法企業Cloudpunkの新人配達員ラニアとなり、「HOVA」と呼ばれる飛行する車を操縦し、荷物や乗客を輸送する。車を指定の駐車場に停めて街を徒歩で探索することができる。いくつかのミッションでは、プレイヤーの選択がゲーム内のキャラクターとの会話に影響を与える。さらに、プレイヤーは街中に散らばっているオプションのアイテムを集めることで、追加のサイドクエストやストーリーのロックを解除することができる。 HOVAをアップグレードすることで車体の耐久値や速度を向上させたり、プレイヤーのアパートにアイテムを購入して部屋を装飾することもできる。 
2020年6月のアップデートにより、一人称切り替えモードが追加された。

## ストーリー
ラニアは田舎からニヴァリスの街に移住し、非合法の配送会社である「クラウドパンク」で働いている。 彼女は「オペレーター(英語音声では"コントロール")」という人物からミッションを受け取り、荷物の中身が何であろうと顧客に配達しなければならない。 荷物を届ける間に、彼女はHOVAで街を移動し、街のさまざまな場所を訪問する。 途中、彼女は社会のあらゆる階級のアンドロイド、AI、人間を含むさまざまなキャラクターに出会う。彼女のペットのアンドロイド犬「カミュ」は、ラニアのHOVAの画面に、いわゆるオートマタとして仲間に加わる。 

## 開発
Ion Landsはドイツのベルリンを拠点とする独立系ゲーム開発者で、2015年に設立された。 このゲームは2018年11月7日に発表され、2019年にリリースされる予定だったが、延期され、2020年4月23日にリリースされた。
2021年、拡張コンテンツ"City of Ghosts"を発表。

## 評価
レビュー収集サイト Metacriticによると、39件のレビューに基づいて、 Cloudpunkは「賛否両論または標準的なレビュー」であるという評価を下した。 
Adventure GamersのRichard Hooverは、ゲームに5つ星中4つ星を付け、「very good」と評価し、 ブレードランナーのような美しい外観、多様なキャラクター、賑やかで広大な都市、カスタマイズ可能な乗り物、家を称賛した。一部のダイアログが長引いたり、他の乗り物がプレイヤーの存在に気づかないシステムやセーブシステムが無いことを批判している。 Hoover氏はこのゲームを「非常に説得力のあるSF体験」と呼んだ。 
オンライン雑誌DestructoidのAdzuken Q. Rumpelfeltは、このゲームの評価を10点満点中6.5点とし、「Cloudpunkは確かに一見の価値があるゲームだが、それ以上にサイバーパンク的な美学を裏付けるものはあまりない」と評価した。ホバーカーで空を飛び回るのは楽しいし、街は常に驚きのビジュアルで楽しませてくれるのだが、ゲームがそのすべての背景を提供しようとすると、つまずいてしまう。そうでなければ『Cloudpunk』はもっと説得力のあるゲームプレイと、より焦点を絞ったストーリーの恩恵を受けていただろう。デザインが悪いとか、文章がひどいとかいうことではなく、雲の上に到達していないだけなのだ 。」と述べた。